# Sant Julian de Champsaur
Sant Jolian de Champsaur (en francès Saint-Julien-en-Champsaur) és un municipi francès situat al departament dels Alts Alps i a la regió de Provença – Alps – Costa Blava.

## Demografia
| 1831                                       | 1962 | 1968 | 1975 | 1982 | 1990 | 1999 | 2006 | 2018 |
| ------------------------------------------ | ---- | ---- | ---- | ---- | ---- | ---- | ---- | ---- |
| 678                                        | 347  | 323  | 273  | 258  | 252  | 275  | 296  | 361  |
| Des de 1962: població sense dobles comptes |      |      |      |      |      |      |      |      |

## Administració
| Període   | Identitat        | Partit |
| --------- | ---------------- | ------ |
| 2001-2008 | Claude Pellegrin |        |
| 2008-2014 | Daniel Arnaud    |        |
| 2014-     | Denis Gosselin   |        |